# De Bombay
De Bombay (uitspraak: Bombaai) is een streekje in de gemeente Westerkwartier van de Nederlandse provincie Groningen. De oude naam van de streek is De Uithorn ("de uithoek"; horn = hoek). Die naam verdween echter in de jaren 1960 van de kaart. De Uithorn was de benaming voor een gehuchtje direct ten zuidwesten van de molen Bombay.
De Bombay ligt ten westen van de weg tussen Lutjegast en Grootegast. Het valt echter onder Doezum, dat er ten zuiden van ligt. Dit is ook te zien aan de verkaveling, die in de lengterichting vanuit Doezum loopt. Ten westen ligt het gehucht Peebos, ten noorden De Eest en nog iets noordelijker het gehucht Dorp. Het streekje is vernoemd naar de eromheen gelegen polder Bombay, die haar naam weer ontleent aan de vroegere schepradpoldermolen Bombay, die hier in 1878 verrees ter bemaling van deze polder. Het achtkant van deze molen was afkomstig van de een molen bij Moordrecht in de Zuidplaspolder, die daar mogelijk verrees in 1840. In 1931 werd de molen onttakeld, toen een ruwoliemotor werd geplaatst, die in 1958 werd vervangen door een elektromotor. In 1989 werd de molenromp op de monumentenlijst geplaatst vanwege het feit dat dit het enige schepradrestant was van de provincie Groningen. In 1998 werd de molenromp echter verbouwd tot woonhuis. De molen ligt op de kruising van de Doezumertocht (de oude Zijlroe) met het vroegere Kolonelsdiep, die ten oosten van de weg Lutjegast-Grootegast doorloopt langs de Caspar de Roblesdijk.
Begin 21e eeuw waren er plannen om een grote waterplas met jachthaven aan te leggen (door een deel van de polder onder water te zetten) en er 500 vakantiewoningen te bouwen. Dit is echter nooit van de grond gekomen.

## Naam
De herkomst van de naam Bombay is onbekend. Mogelijk verwees het naar iets als 'verwegistan'. Er wordt ook weleens geopperd dat er een relatie zou zijn met het Bomsterzijlvest die zich immers in dezelfde hoek van de provincie bevond.
In het nummer 'May 5th' door de band Leap Day hoort men zanger Hans Kuypers over Bombay zingen. Hoewel hij de Engelse uitspraak gebruikt, zingt hij uitdrukkelijk over deze buurtschap .

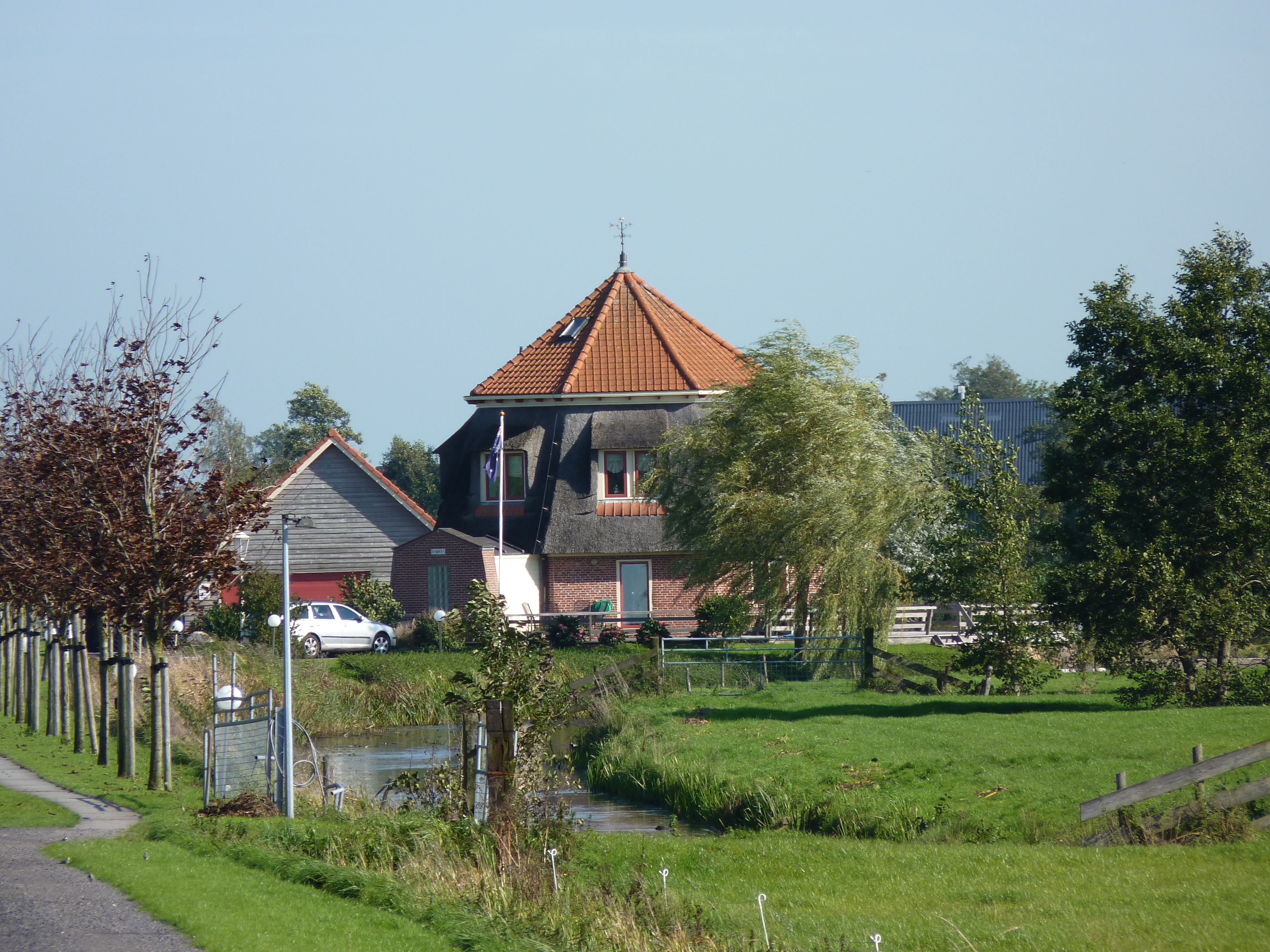
Restant van het molenhuis
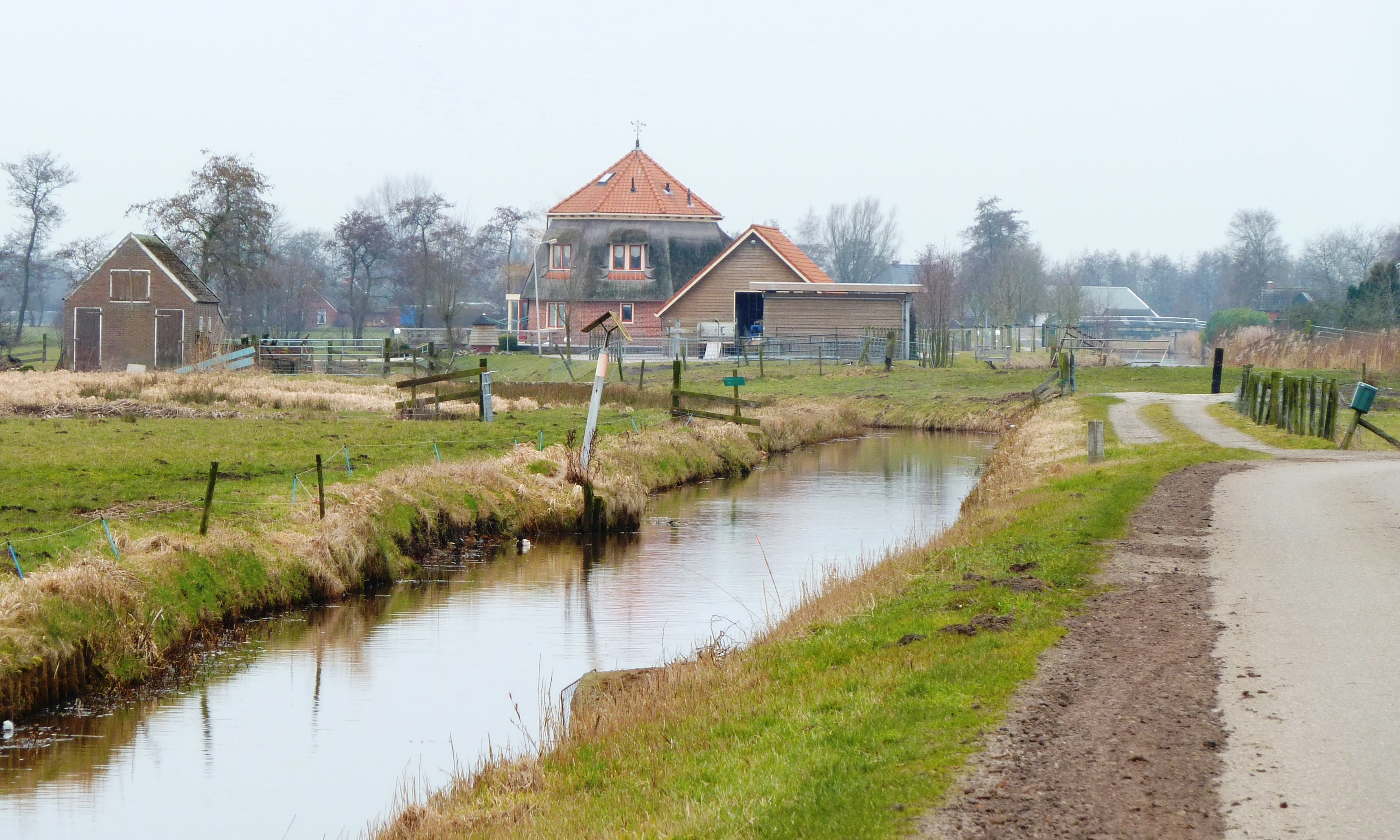
Andere zijde van het molenhuis met op de voorgrond de Doezumertocht
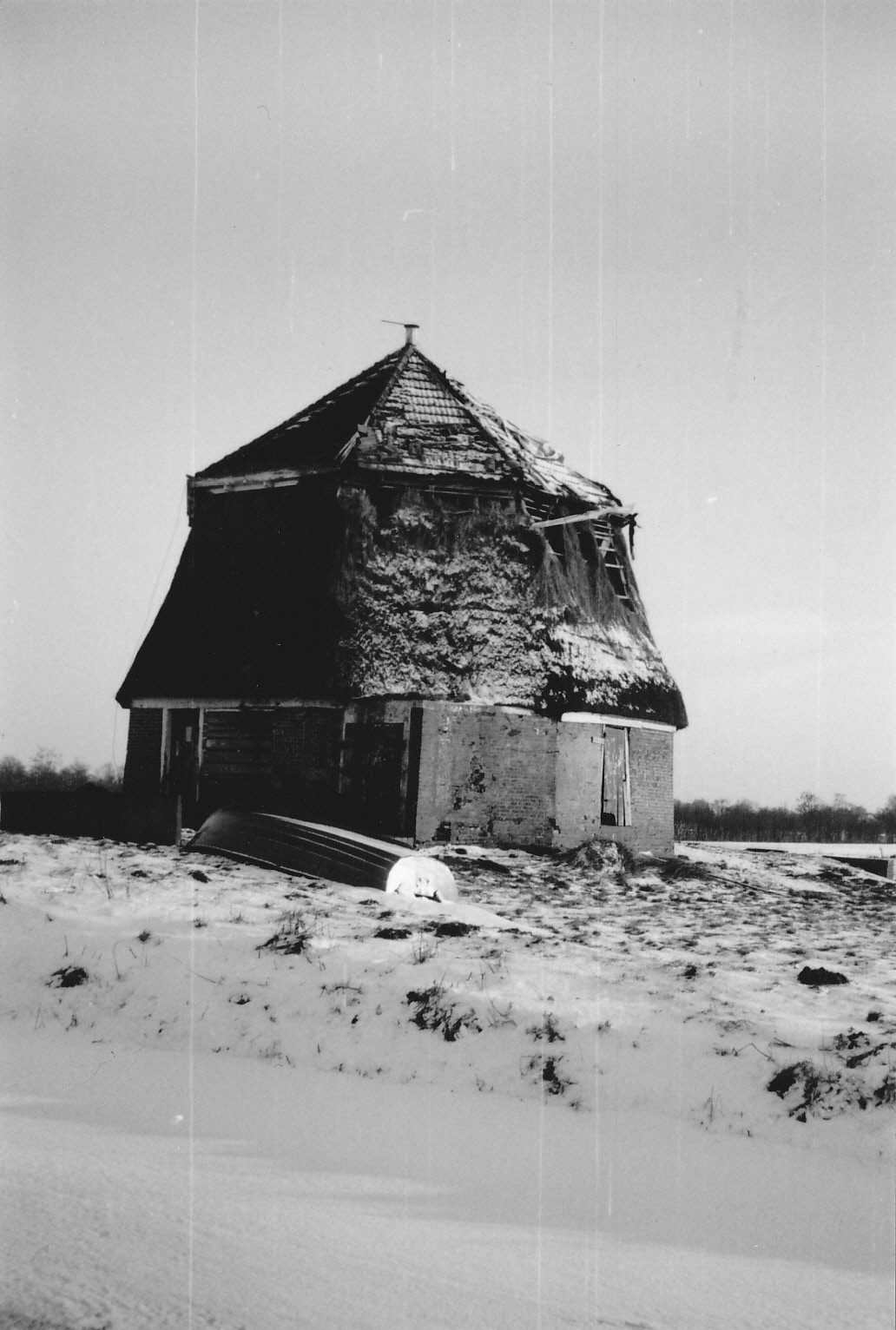
De molenromp voor de verbouwing (winter 1996)